# Hamadi Jebali
Pour les articles homonymes, voir Jebali.
Hamadi Jebali (arabe : حمادي الجبالي), né le 13 octobre 1949 à Sousse, est un homme d'État tunisien.
Il est nommé chef du gouvernement le 14 décembre 2011 par le président de la République, Moncef Marzouki, avant d'être investi le 24 décembre. Il remet sa démission le 19 février 2013, après le meurtre de Chokri Belaïd et l'annonce de la création d'un gouvernement de technocrates malgré l'opposition de son parti ; il est remplacé par son ministre de l'Intérieur, Ali Larayedh.
Figure du mouvement Ennahdha, dont il a exercé les fonctions de président et de secrétaire général, il en démissionne en 2014, affirmant ne plus se reconnaître dans sa ligne et ses choix politiques.

## Formation et activité professionnelle
Hamadi Jebali décroche le baccalauréat au lycée technique de Sousse en 1969. Il part en France, rejoindre son frère établi à Reims, et s'inscrit à la faculté des sciences et techniques qui, en avant-garde, offre des filières innovantes comme l'informatique et les sciences de la Terre. Après avoir décroché une maîtrise, il part à Paris pour poursuivre ses études d'ingénieurs au Conservatoire national des arts et métiers, se spécialisant dans la thermodynamique appliquée au chaud et froid et aux énergies nouvelles et renouvelables ; il obtient son diplôme en 1978.
À Paris, il habite à la résidence universitaire d'Antony, alors vivier politique de toutes tendances, qui s'anime de débats le soir. Dans la journée, c'est à la Cité internationale du boulevard Jourdan que se confrontent les causes et s'affrontent les groupuscules. Il fait la connaissance de camarades tunisiens, notamment Moncef Ben Salem, Monji Blel et Salah Karker. Ils commencent à s'organiser, surtout après avoir reçu pour la première fois la visite de Rached Ghannouchi.
À son retour à Tunis en 1978, après neuf ans de séjour en France, il est recruté en tant que chef du département énergétique au sein d'un bureau d'études reconnu, AUED, et prend en charge les composantes fluides de grands projets tels que le CHU Habib-Thameur, l'hôpital Fattouma-Bourguiba de Monastir, etc.

## Militantisme
À la suite d'une vague d'arrestations qui s'abat sur la direction du Mouvement de la tendance islamique en 1981, Jebali est élu président du mouvement. Pendant cette période, il noue des contacts avec certaines personnalités politiques dont Hamed Karoui, futur Premier ministre.

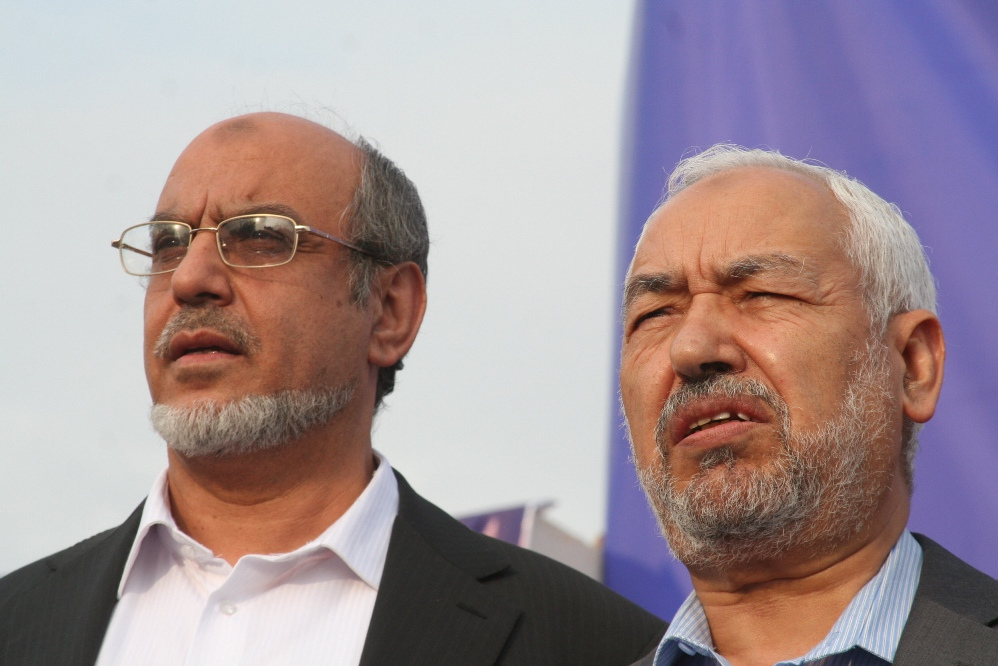
Jebali aux côtés de Rached Ghannouchi

Ce dernier, voisin de quartier de Jebali à Sousse, avait amorcé, de concert avec Mohamed Mzali, un dialogue, convaincu de desserrer l'étau mis en place contre les différentes forces de l'opposition. Alors que Jebali, recherché par la police, entre dans la clandestinité, Karoui révèle que celui-ci parvient à voyager plusieurs fois à l'étranger sous de fausses identités, et ce à partir de différents aéroports.
En 1984, à la libération de Rached Ghannouchi et de ses camarades, Jebali redevient simple membre du bureau politique du mouvement. Vers la fin du règne du président Habib Bourguiba, il est condamné à mort avec report de l'exécution.
Il obtient le droit d'asile en Espagne en 1988 avant d'être gracié par le nouveau président Zine el-Abidine Ben Ali en 1989. Il crée vers la fin 1989 l'hebdomadaire du parti Ennahda, Al Fajr (ar), qu'il dirige. Opposant du régime Ben Ali, il passe plus de seize ans en prison, dont dix à l'isolement. C'est d'abord en tant que journaliste qu'il est condamné fin 1989 : un an de prison pour diffamation à cause d'un article sur les tribunaux militaires. À sa seconde arrestation pour activisme politique, en 1992, aux côtés de plus d'un millier de militants d'Ennahda, il est condamné à seize ans de prison ferme par le tribunal militaire pour « appartenance à une organisation illégale » et « complot visant à changer la nature de l'État ». Après une grève de la faim en 2002, il reçoit une grâce présidentielle qui lui permet de sortir en 2006.
La presse internationale le présente souvent comme le « modéré » de son parti, surtout du point de vue religieux, ce qui lui vaut d'être qualifié par le journal algérien El Watan « d'islamiste BCBG » mis en avant pour rassurer les Occidentaux et en particulier les Américains,.
En mars 2014, il présente sa démission du poste de secrétaire général du mouvement Ennahda, démission refusée par le président du mouvement Rached Ghannouchi. Le 13 juillet, Ali Larayedh est désigné pour lui succéder au poste de secrétaire général. Le 11 décembre, déclarant ne plus se reconnaître dans la ligne et les choix politiques de son parti, il annonce sa démission sur sa page Facebook.

## Chef du gouvernement
À la suite de la légalisation d'Ennahda le 1er mars 2011 dans la foulée de la révolution et à sa victoire lors de l'élection de l'Assemblée constituante du 23 octobre 2011, durant laquelle il est élu dans la circonscription de Sousse, il est le candidat officiel du parti pour le poste de chef du gouvernement.

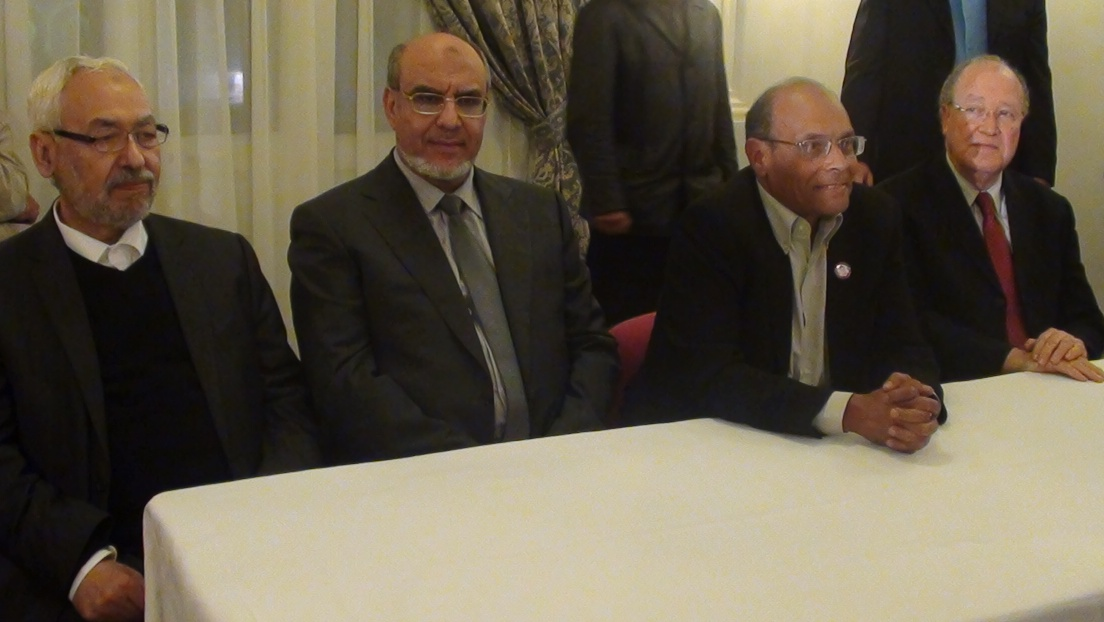
Représentants de la troïka en vue de la formation du gouvernement

Il met sur pied une coalition avec le Congrès pour la République et Ettakatol ; il approche aussi d'autres partis, comme le Parti démocrate progressiste, qui décide finalement de rallier l'opposition. Le 14 décembre, il est chargé par le nouveau président Moncef Marzouki de former un gouvernement.
Il annonce sa composition le 22 décembre 2011 au palais du Bardo, lors d'une séance plénière de l'Assemblée constituante. Ses membres votent la confiance au gouvernement le lendemain à une majorité de 154 élus ; 38 élus refusent la confiance alors que onze autres s'abstiennent. Il démissionne alors de son siège de constituant. Les membres du gouvernement prêtent serment devant le président de la République le 24 décembre ; celui-ci compte 25 ministres, quatre ministres délégués et douze secrétaires d'État, soit 41 membres. Il est composé d'indépendants, de membres du Congrès pour la République, d'Ettakatol et surtout du mouvement Ennahda.
La passation des pouvoirs entre Jebali et le Premier ministre sortant, Béji Caïd Essebsi, a lieu le 26 décembre au Dar El Bey ; les membres des gouvernements Essebsi et Jebali sont présents lors de la cérémonie. C'est aussi la première passation des pouvoirs en Tunisie après celle entre le président par intérim Fouad Mebazaa et Moncef Marzouki. À la suite de l'assassinat par balles de Chokri Belaïd et aux manifestations violentes qui en découlent, il annonce au soir du 6 février 2013 le futur remplacement de son gouvernement par un cabinet de technocrates sans attaches politiques. Il demande aussi à l'Assemblée constituante d'accélérer la rédaction de la constitution pour pouvoir organiser des élections dans les plus brefs délais. Le 19 février, il remet sa démission ainsi que celle de son gouvernement au président Marzouki. La passation des pouvoirs avec son successeur, Ali Larayedh, a lieu le 14 mars.

### Politique intérieure
Jebali annonce le 30 décembre 2011 le relèvement des dépenses de développement et la compression des dépenses publiques, dans le cadre du projet de budget de l'État pour 2012 ; il prend part aux débats de l'Assemblée constituante sur le projet de loi de finances, indiquant qu'il sera augmenté d'un quart au moins, en excluant par ailleurs tout emprunt à l'étranger.
Le 7 février, il se rend dans gouvernorat de Jendouba, à la suite d'une vague de froid ayant frappé les habitants ; une cellule de crise est mise en place à Aïn Draham alors que l'on décide de faire appel à l'armée dans le but de mettre fin à l'isolement de la région et de faciliter l'envoi d'aides. Jebali annonce que des renforts ont été envoyés pour surmonter les difficultés dans les meilleurs délais et dans l'attente de solutions appropriées, notamment l'amélioration de l'infrastructure de base.

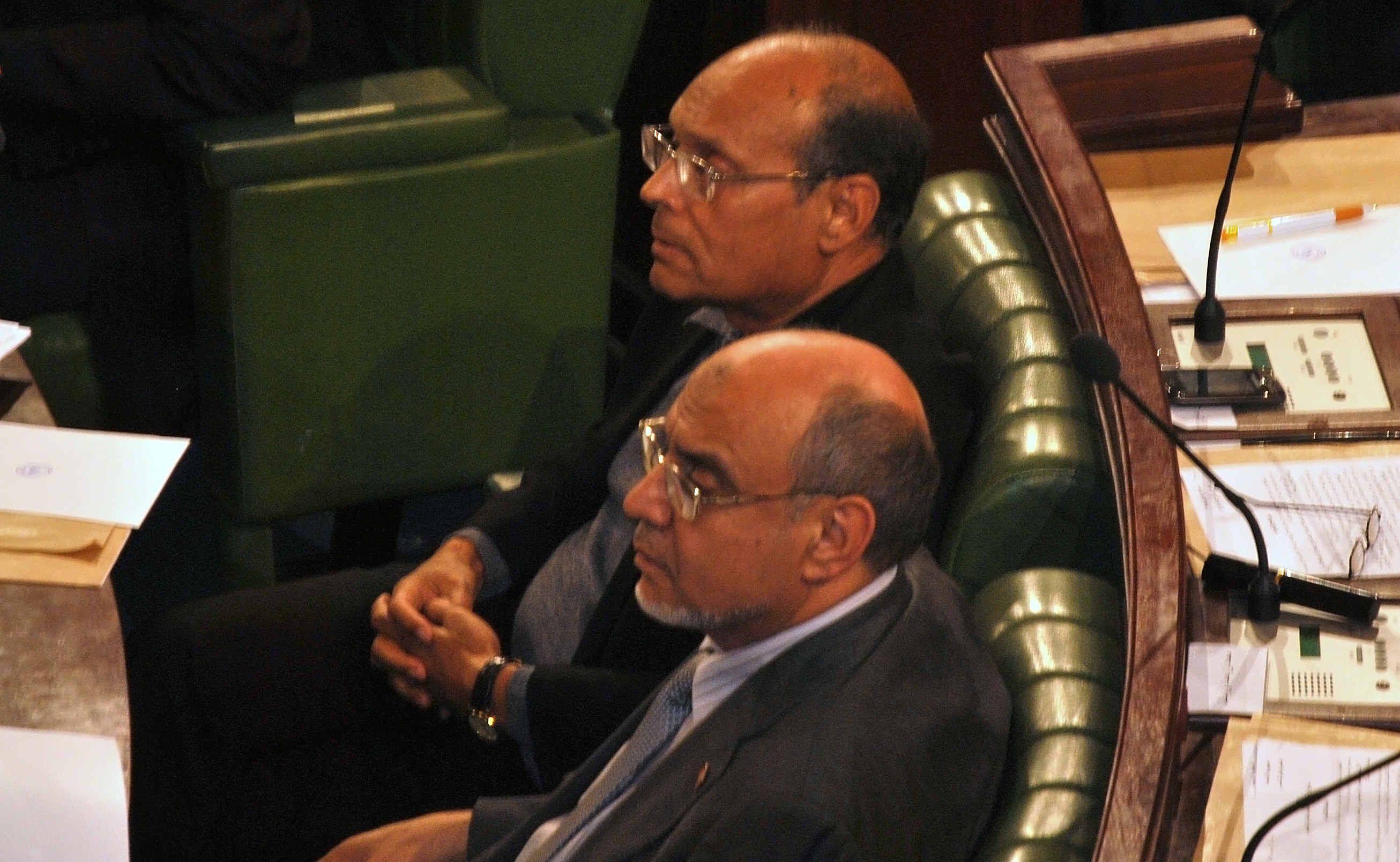
Jebali aux côtés du président Marzouki à l'Assemblée

Le 18 février, lors d'une rencontre avec des membres de la communauté tunisienne vivant dans l'ouest de l'Arabie saoudite, à la résidence du consul général de Tunisie à Djeddah, il accuse certaines parties d'avoir annoncé leur projet de faire tomber le gouvernement dans un délai de 90 jours. Dans une interview accordée peu après, il annonce l'organisation d'élections présidentielles et législatives avant la fin juin 2013. Concernant le phénomène salafiste, il indique que la Tunisie est un « État de citoyenneté et de modération » où ne seront tolérées ni la contrainte, ni la violence, ni les armes, annonçant que la loi s'appliquera à tous sans distinction. Sur le plan économique, il prévoit qu'au moins deux grands projets seront réalisés dans chaque gouvernorat. Le 29 mars, lors de la tenue d'un séminaire sur la réforme du système éducatif, il déclare que ce dernier a échoué en matière d'éducation sociale et morale, que les examens doivent être révisés et leur niveau de crédibilité amélioré, qu'il faut se débarrasser des cours particuliers et réformer les cadres pédagogiques par la bonne formation des enseignants, en vue de mettre fin aux problèmes que connaît le système.
Le 26 avril, il présente son programme économique et social ainsi que les priorités de son gouvernement à l'Assemblée constituante. Ce programme se caractérise par l'ajout d'un milliard de dinars au projet de loi de finances initial, soit au total six milliards de dinars ; plus de 75 % de ce budget sont alloués aux régions démunies. Le budget de l'emploi est également revu à la hausse pour atteindre 511 millions de dinars. Jebali précise que son gouvernement ambitionne de dépasser les 25 000 postes créés tels que prévus dans le programme initial. Il promet d'assurer à moyen terme un revenu à chaque foyer et de lutter contre la hausse des prix pour les ramener à des niveaux raisonnables, avant le mois de ramadan, soit le mois d'août. Les membres de l'opposition qualifient ce programme de sincère mais insuffisant pour sortir de la crise.
Lors d'une visite, en juillet, à la cité Ezzouhour de Tunis, il s'étonne de l'inaction publique face à la pollution liée aux ordures, ce qui lui vaut plusieurs critiques.
Le 14 septembre, des salafistes attaquent le siège de l'ambassade américaine et la prennent d'assaut, s'attaquant aux équipements, tout en retirant le drapeau américain pour hisser l'étendard noir des salafistes. Ils détruisent aussi l'école américaine tandis que des confrontations entre les forces de l'ordre et les salafistes ont lieu devant l'ambassade. Ce n'est que grâce à la garde spéciale de la présidence de la République que les dégâts sont limités. Ces affrontements font deux morts et 27 blessés. Jebali promet alors l'arrestation des personnes impliquées dès que possible.
Il se déclare, le 20 octobre, en faveur de la dissolution des « formations qui risquent de compliquer la situation politique dans le pays », en allusion aux milices des Ligues de protection de la révolution, en vue de calmer les tensions politiques.
À la suite de la nomination de son neveu en tant que gouverneur de Siliana, les habitants appellent à sa démission, le 26 novembre, provoquant des violences. Jebali finit par déclarer que le gouverneur ne partira pas, même si ça lui coûte sa démission.

### Politique étrangère
Dès son entrée en fonction, il déclare, le 30 décembre 2011, que son gouvernement refuse la normalisation avec Israël, tout en soutenant la cause palestinienne.
Jebali se rend avec une délégation tunisienne de haut niveau en Suisse pour participer au 42e Forum économique mondial de Davos qui se tient du 25 au 29 janvier 2012. Cette visite, la première en Europe depuis sa prise de fonctions, est l'occasion de rencontrer des hommes d'affaires et de leur demander de soutenir la démocratie naissante en Tunisie. Il se rend le 2 février à Bruxelles où, à l'issue d'une rencontre avec le président de la Commission européenne José Manuel Durão Barroso, les deux parties confirment notamment la reprise des négociations en vue de la finalisation d'un partenariat privilégié, la mise en place d'un conseil mixte d'entrepreneurs, la reprise des négociations de libéralisation du commerce des produits agricoles et l'ouverture de négociations en vue de la conclusion d'un accord de libre-échange. Lors de sa visite, il rencontre aussi le président du Parlement européen Martin Schulz, le président du Conseil européen Herman Van Rompuy et la Haute représentante de l'Union pour les affaires étrangères et la politique de sécurité Catherine Ashton.

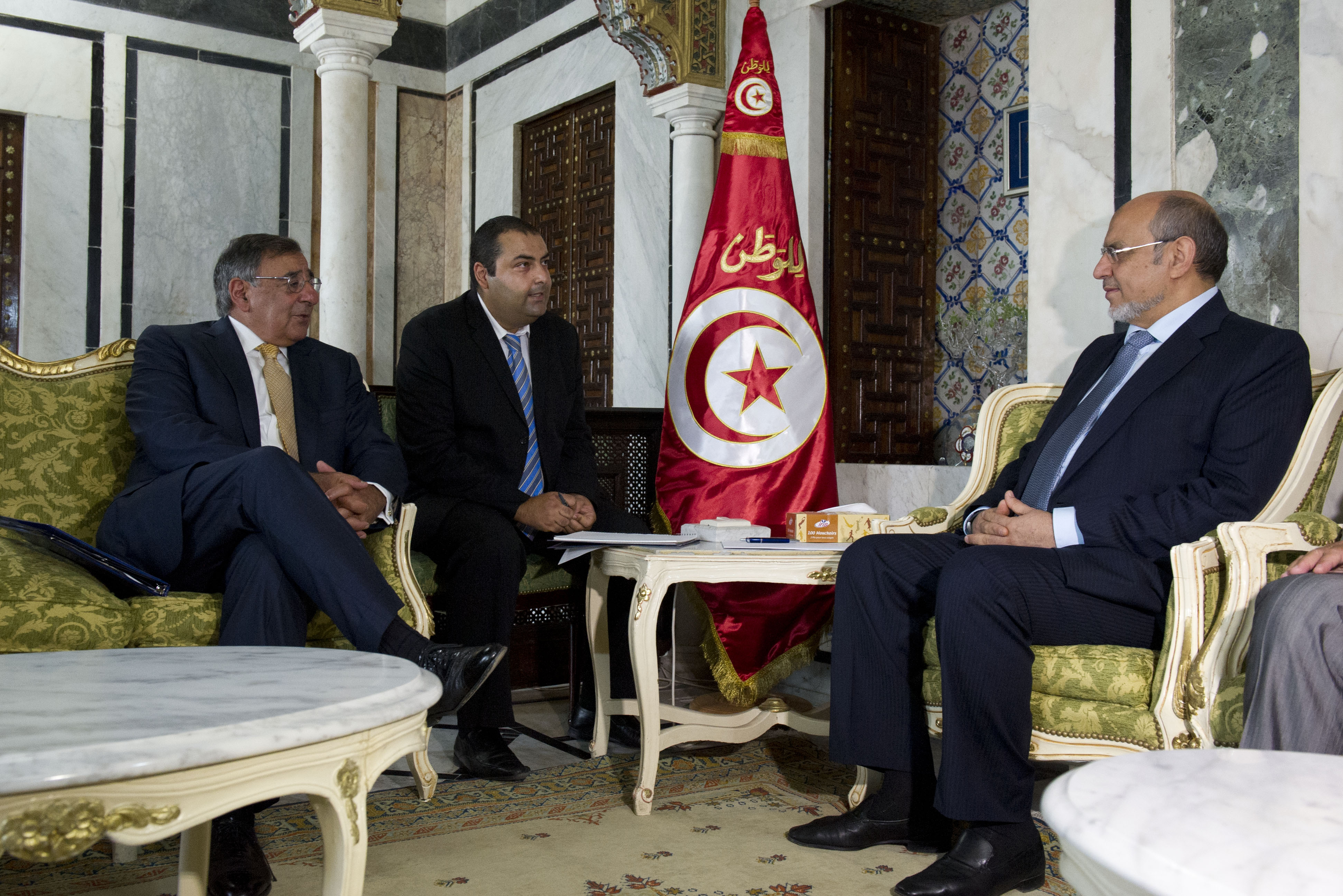
Hamadi Jebali reçoit Leon Panetta, secrétaire à la Défense des États-Unis

À la suite de la décision de la présidence de la République de renvoyer l'ambassadeur syrien, Jebali affirme le 5 février la nécessité de renvoyer tous les ambassadeurs syriens pour protester contre la répression sanglante de la révolte, affirmant qu'il faut couper toute relation avec le régime de Bachar el-Assad.
Lors d'une visite de travail en Arabie saoudite, il déclare dans une interview accordée à la radio américaine Radio Sawa que la demande d'extradition de Ben Ali n'est pas à l'ordre du jour de sa visite et que cette affaire serait étudiée dans le cadre de la loi tunisienne. Il insiste aussi sur le fait que le processus visant à conforter le partenariat économique entre la Tunisie et l'Arabie saoudite ne doit pas être lié à la question de la présence de Ben Ali dans ce pays. À l'occasion de cette visite, la suppression des visas pour les citoyens saoudiens est rendue publique, ainsi que des réformes structurelles en vue d'attirer des investisseurs saoudiens en Tunisie.
Il déclare en juin que l'extradition de Baghdadi Mahmoudi aura lieu avec ou sans l'accord de Moncef Marzouki, ce dernier s'étant opposé à cette décision. Le 24 juin, l'extradition se fait sur ordre de Jebali et sans l'autorisation de Marzouki, provoquant une crise entre les deux têtes de l'exécutif. Cette crise est un camouflet pour Marzouki, qui a fait savoir auparavant son « opposition de principe » à une extradition avant les élections libyennes, illustrant la faiblesse de ses prérogatives et lui valant sur les réseaux sociaux le surnom de tartour.

## Après le gouvernement
Membre du Club de Madrid (en) composé d'anciens chefs d'État et de gouvernement, il quitte Ennahdha en décembre 2014, affirmant ne plus se reconnaître dans sa ligne et ses choix politiques,.
Le 9 juillet 2019, il rejoint la coalition Tounes Okhra.
Le 6 août 2019, il dépose sa candidature à l'élection présidentielle,.
En juin 2022, Hamadi Jebali est brièvement arrêté pour des soupçons de blanchiment d'argent. En juillet, un tribunal tunisien gèle son compte bancaire. En septembre 2023, la police procède à nouveau à son arrestation sans toutefois en donner les raisons.

## Vie privée
Hamadi Jebali est issu d'une fratrie de six enfants : quatre filles et deux garçons. En 1957, son père, menuisier à Sousse et yousséfiste invétéré, est arrêté et mis en prison ; il aide sa famille à aller porter un modeste couffin de ravitaillement pour son père, à la prison Habs Al Mokhtar.
Il est marié et père de trois filles.